# Милькович, Хусейн
Хусейн Ми́лькович (сербохорв. Husein Miljković; 1905, Трнава — 27 апреля 1944, Мала-Кладуша) — полевой командир времен Второй мировой войны, известный, прежде всего, как создатель и командующий так называемой «Хускиной армии» (мусульманской коллаборационистской милиции), которая с 1943 по 1944 год действовала в северо-западной Боснии; позднее полковник Народно-освободительной армии Югославии (НОАЮ) и командир Унской оперативной группы в составе 4-го Хорватского корпуса.

## Биография

### Ранние годы
Родом из мусульманской крестьянской семьи. Не получил никакого образования, в молодости работал строителем. В 1920-е годы избирался в Скупщину Королевства сербов, хорватов и словенцев. За свои убеждения арестовывался и отправлялся в тюрьму многократно. В 1937 году стал сооснователем ячейки Коммунистической партии Югославии в Велике-Кладуше.

### В партизанских рядах
6 апреля 1941 страны Оси объявили войну Югославии. Югославская королевская армия была разгромлена, и на руинах страны было провозглашено марионеточное проитальянское и прогерманское Независимое государство Хорватия во главе с поглавником хорватских фашистов Анте Павеличем: в состав Хорватии включили всю территорию современной Хорватии, всю территорию современных Боснии и Герцеговины и часть Сербии как «итало-германский квази-протекторат». Милькович принял участие в антиусташском восстании и возглавил красный партизанский отряд, с которым действовал близ горной цепи Петрова Гора. В августе 1941 года Милькович дезертировал и ушёл на службу в оккупационное хорватское домобранство в Петринье. В декабре 1941 года Милькович снова ушёл к красным партизанам, осев в Кордуне, а затем перебрался в Войнич, где находилась часть руководства Коммунистической партии Хорватии (КПХ). В начале 1942 года он вошёл в Карловацкий уездный комитет КПХ и был назначен командующим партизанского отряда при Велике-Кладуше, с которым захватил город в феврале. Вскоре Хусейн стал командиром партизанских частей Цазина. С марта по сентябрь он был секретарём Цазинского уездного комитета Компартии Хорватии.

### Бегство на сторону усташей и их союзников
В сентябре 1942 года после ссоры с партийными деятелями КПХ из Бихача Милькович был исключён из партийного руководства. В феврале 1943 года Бихачский вспомогательный партизанский батальон был оттеснён к Ливно, и Милькович, который был заместителем командира на тот момент, дезертировал из партизанских рядов. Он прибыл в Цазин, где сдался 11-му усташскому пехотному полку и предложил его командиру полковнику А. Нарделю свою помощь в борьбе против сопротивленцев. Милькович возглавил отряд из 100 человек при 3-й горнострелковой бригаде хорватских войск, которым руководил с июня по сентябрь 1943 года. Позднее он проходил службу в 114-й егерской дивизии Вермахта.
При помощи немцев и усташей Хусейн Милькович создал мусульманскую милицию, ставшую известной как «Хускина армия». Вскоре она состояла из 11 (по другим данным 8) батальонов и насчитывала до 3 тысяч человек. Хускину милицию составляли бывшие усташи, сторонники Хорватской крестьянской партии, а также дезертиры из рядов домобранства и партизан. Милькович пользовался авторитетом у населения Цазинской Краины.

### Возвращение к НОАЮ и гибель
Милькович представлял довольно серьёзную силу на территории Цазинской Краины, поэтому с ним пытались добиться сотрудничества усташи, немцы, четники и с югославская народно-освободительная армия. В конце 1943 года Милькович начал вести переговоры как с усташами, так и с партизанами: усташи предлагали ему сформировать так называемую Краинскую бригаду и признать его подразделение равноправным с подразделениями регулярного Хорватского домобранства (вооружённых сил НГХ), а партизаны уговаривали Хусейна вернуться в их ряды и обещали признать законным его повышение до звания полковника. В итоге, Милькович и большинство его людей присоединились 2 февраля 1944 года к партизанам, а на основе «Хускиной армии» 27 февраля 1944 года сформировали Унскую оперативную группу в составе 4-го Хорватского корпуса НОАЮ. Хуска возглавил группу и под его командованием она участвовала с апреля 1944 года в боевых действиях против немецких и усташско-домобранских войск. 27 апреля 1944 года Хусейн Милькович был убит сторонниками усташей.

## Память
Милькович считается спорной фигурой в истории Югославии, поскольку воевал по обе стороны фронта. После гибели Мильковича его последователи действовали как «Зелёные кадры», которые вместе с усташами убивали сербов, а также совершали террористические акты в Боснии после Второй мировой войны. Мильковича похоронили в мечети в Велика-Кладуше. Считается, что идеями Мильковича вдохновился Фикрет Абдич в годы Боснийской войны.